# Liste der Bau- und Bodendenkmale in Frankfurt (Oder)
Die Liste der Bau- und Bodendenkmale in Frankfurt (Oder) enthält die Kulturdenkmale (Bau- und Bodendenkmale) in der kreisfreien Stadt Frankfurt (Oder). Grundlage der Einzellisten sind die in den jeweiligen Listen angegebenen Quellen. Die Angaben in den einzelnen Listen ersetzen nicht die rechtsverbindliche Auskunft der zuständigen Denkmalschutzbehörde.
- Baudenkmale in der Kernstadt
- Baudenkmale in den Ortsteilen
- Flächendenkmale
- Bodendenkmale